# Waldeck-Rousseau Peak
Der Waldeck-Rousseau Peak (im Vereinigten Königreich Waldeck Peak) ist ein monolithischer, rund 1200 m hoher und markanter Berg an der Graham-Küste des Grahamlands im Norden der Antarktischen Halbinsel. Er ragt 5 km ostnordöstlich des Kap Evensen auf.
Teilnehmer der Vierten Französischen Antarktisexpedition (1903–1905) unter der Leitung des Polarforschers Jean-Baptiste Charcot benannten eine vermeintliche Insel in diesem Gebiet als Île Waldeck-Rousseau. Vermessungen der British Graham Land Expedition (1934–1937) unter der Leitung des australischen Polarforschers John Rymill ergaben, dass es sich bei Charcots Objekt nur um den hier beschriebenen Berg handeln kann. Folgerichtig wurde Charcots Benennung angepasst. Namensgeber ist der französische Politiker Pierre Waldeck-Rousseau (1864–1904), der bei der Finanzierung von Charcots Forschungsreise behilflich war.